# Riszat Chajbullin
Riszat Rinatowicz Chajbullin (ros. Ришат Ринатович Хайбуллин; ur. 21 września 1995 w Ałmaty) – kazachski wspinacz sportowy. Specjalizuje się we wspinaczce na czas oraz w łącznej. Brązowy medalista mistrzostw świata z 2019 z Hachiōji we wspinaczce łącznej. 

## Kariera sportowa
W 2019 w japońskim Hachiōji na mistrzostwach świata we wspinaczce sportowej zdobył brązowy medal we wspinaczce łącznej. Zajęcie 3. miejsca w klasyfikacji generalnej wspinaczki łącznej zapewniło mu bezpośrednie kwalifikacje na IO 2020 w Tokio we wspinaczce sportowej.
Na plażowych igrzyskach azjatyckich we wspinaczce sportowej w 2014 w tajlandzkim Phuket zdobył złoty medal drużynowo w sztafecie we wspinaczce na czas, a indywidualnie medal brązowy.
Uczestnik igrzysk azjatyckich w Dżakarcie w 2018 - we wspinaczce łącznej zajął czwarte miejsce.
W 2019 w Bogorze na mistrzostwach Azji zdobył wraz z drużyną Kazachstanu brązowy medal w sztafecie we wspinaczce na czas.   

## Osiągnięcia

### Mistrzostwa świata
| Konkurencje       | 2014 | 2018 | 2019  |
| Bouldering        | —    | 116  | 41-42 |
| Prowadzenie       | 50   | 53   | 52    |
| Wsp. na czas      | 23   | 22   | 7     |
| Wspinaczka łączna | —    | 23   | 3     |

### Mistrzostwa Azji
| Konkurencje       | 2013 | 2018 | 2019 |
| Bouldering        | 17   | 12   | 15   |
| Prowadzenie       | 5    | 21   | 21   |
| Wsp. na czas      | —    | 11   | 10   |
| Sztafeta na czas  | —    | —    | 3    |
| Wspinaczka łączna | —    | —    | 7    |

### Igrzyska azjatyckie
| Konkurencje       | 2018 |
| Wspinaczka łączna | 4    |

### Plażowe igrzyska azjatyckie
| Konkurencje        | 2014 |
| Wspinaczka na czas | 3    |
| Sztafeta na czas   | 1    |